# ГЕС Кареббе
ГЕС Кареббе — гідроелектростанція в Індонезії, на Південно-Східному півострові острова Сулавесі. Знаходячись після ГЕС Баламбано, становить нижній ступінь у каскаді на річці Ларона, яка витікає з озера Товуті (нижнє в системі озер Малілі) та впадає до затоки Боне (розділяє Південний і Південно-Східний півострови Сулавесі й відкривається на південь у море Флорес).
У межах проекту річку перекрили греблею з ущільненого котком бетону заввишки 70 метрів та завдовжки 202 метри, яка утримує водосховище з об'ємом 13,6 млн м3.
Пригреблевий машинний зал обладнано двома турбінами типу Френсіс потужністю по 65 МВт, що працюють при напорі у 70,8 метра.
Як і інші станції каскаду, ГЕС Кареббе належить гірничодобувному гігантові Vale, якому потрібна велика кількість електроенергії для забезпечення нікелевого комбінату в Соровако.